# Organismes de gestion des retraites
Les organismes de gestion des retraites étaient en 2007 au nombre d'une petite quarantaine en France, avec pour mission d'assurer le versement des pensions, dans le cadre principalement de régimes reposant sur la répartition entre retraités de cotisations versées au cours de la même année.

## Différents régimes

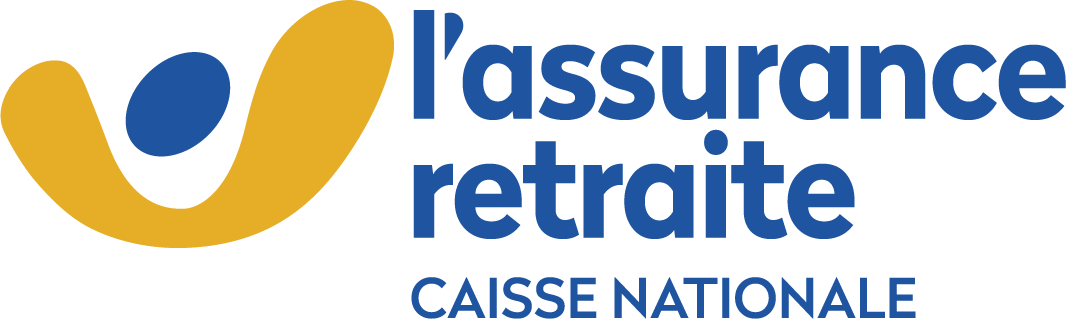
Le CNAV e l'Assurane Retraite

### Régimes des salariés
- La Caisse nationale d'assurance vieillesse (CNAV) appelée Caisse nationale de l'assurance vieillesse des travailleurs salariés (CNAVTS) jusqu'en 2017 ;
- La retraite complémentaire des salariés gérée par l’Association pour le régime de retraite complémentaire des salariés (ARRCO) et par l’Association générale des institutions de retraite des cadres (AGIRC).

### Régime des professions agricoles
- La Mutualité sociale agricole (MSA).

### Régimes des artisans et commerçants
- Le régime social des indépendants (RSI)  pour les commerçants, artisans, travailleurs indépendants, entrepreneurs... Il fusionne, le 1er juillet 2006, l'organisation autonome nationale de l'industrie et du commerce (ORGANIC), la Caisse nationale d'assurance vieillesse des artisans (CANCAVA), etc[3]. Ce régime est dissout en 2018, et fusion au sein de la Caisse nationale d'assurance vieillesse (CNAV).

### Régimes des salariés de l'État et des collectivités locales
- le régime de retraite des fonctionnaires d'État, des magistrats et des militaires (SRE) ;
- la Caisse nationale de retraites des agents des collectivités locales (CNRACL) ;
- L'Institution de retraite complémentaire des agents non titulaires de l'État et des collectivités publiques (Ircantec).

### Régimes spéciaux
- la Caisse autonome nationale de la sécurité sociale dans les mines (CANSSM) ;
- la Caisse de retraite et de prévoyance des clercs et employés de notaires (CRPCEN) ;
- l'Établissement national des invalides de la marine (ENIM) ;
- les Industries électriques et gazières (IEG) ;
- la Régie autonome des transports parisiens (RATP) ;
- les caisses de prévoyance et de retraite de la Société nationale des chemins de fer français (SNCF) ;
- la Banque de France ;
- la Chambre de commerce et d'industrie de région Paris - Île-de-France (CCI Paris Île-de-France) ;
- la Comédie-Française ;
- la Caisse de retraite des personnels de l’Opéra national de Paris ;
- le Port autonome de Strasbourg ;
- la Caisse d'assurance vieillesse, invalidité et maladie des cultes (CAVIMAC) ;
- le Fonds spécial des pensions des ouvriers des établissements industriels de l’État (FSPOEIE) ;
- le régime de la fonction publique

### Régimes des professions libérales
- la Caisse nationale d’assurance vieillesse des professions libérales (CNAVPL), elle est composée de 10 sections :
  - la Caisse de prévoyance et de retraite des notaires (CPRN) ;
  - la Caisse d’assurance vieillesse des officiers ministériels, officiers publics et des compagnies judiciaires (CAVOM) ;
  - la Caisse autonome de retraite des médecins de France (CARMF) ;
  - la Caisse autonome de retraite des chirurgiens dentistes et des sages-femmes (CARCDSF) anciennement la Caisse autonome de retraite des chirurgiens dentistes (CARCD) et la Caisse autonome de retraite des sages-femmes françaises (CARSAF) ;
  - la Caisse d'assurance vieillesse des pharmaciens (CAVP) ;
  - la Caisse autonome de retraite et de prévoyance des infirmiers, masseurs kinésithérapeutes, pédicures podologues, orthophonistes et orthoptistes (CARPIMKO) ;
  - la Caisse autonome de retraite et de prévoyance des vétérinaires (CARPV) ;
  - la Caisse d’allocation vieillesse des agents généraux et des mandataires non salariés de l’assurance et de la capitalisation (CAVAMAC) ;
  - la Caisse d’assurance vieillesse des experts-comptables et des commissaires aux comptes (CAVEC) ;
  - la Caisse interprofessionnelle de prévoyance et d'assurance vieillesse des professions libérales (CIPAV).
- la Caisse nationale des barreaux français (CNBF) ;
- l’Institution de retraite complémentaire de l’enseignement et de la création (IRCEC).